# ダニエル・ジョーンズ (アメリカンフットボール)
ダニエル・スティーブン・ジョーンズ3世（Daniel Stephen Jones III, 1997年5月27日 - ）は、アメリカ合衆国ノースカロライナ州シャーロット出身のプロアメリカンフットボール選手。NFLのインディアナポリス・コルツに所属している。ポジションはクォーターバック。

## 経歴
ノースカロライナ州シャーロットのシャーロット・ラテン学校卒業後、プリンストン大学に入学予定だったが、実際はデューク大学に決まった。
2019年のNFLドラフトでニューヨーク・ジャイアンツから全体6位指名を受け入団。
開幕戦はイーライ・マニングの控えQBとして迎え、途中出場にてNFLデビューを果たす。第3週、マニングに代わって先発QBを務めることが発表された。2019年シーズンはルーキーながら全試合に出場を果たした。パスヤードは3000を超えるなど、幸先の良いスタートを果たすも、リーグ最多となる11のファンブルロストを記録する結果となった。
2020年、チームキャプテンに任命された。
2022年、キャリア最多となる16試合に先発出場し、チームをプレーオフに導いた。ワイルドカードゲームでミネソタ・バイキングスに勝利し、2023年3月7日、ジャイアンツと4年総額1億6000万ドルの契約延長に合意した。
2023年、第9週目の試合でACL断裂の重傷を負い、残りシーズンを欠場することになった。
2024年、成績不振から控えに降格となり、契約解消を申し出て11月22日にチームからリリースされ、27日にミネソタ・バイキングスの練習生となった。
シーズン終了後にFAとなり、2025年3月13日、インディアナポリス・コルツと1年総額1400万ドルの契約を結んだ。

## 私生活
4人姉弟の2番目として育った。2018年12月にデューク大学を卒業し、経済学の学位を取得した。